# Plebiscito del Valle 16 de Octubre de 1902

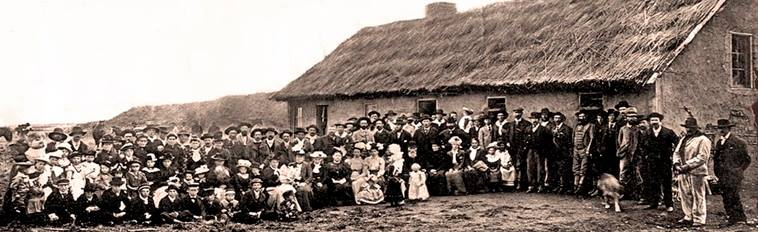
Única fotografía que se conserva del plebiscito.

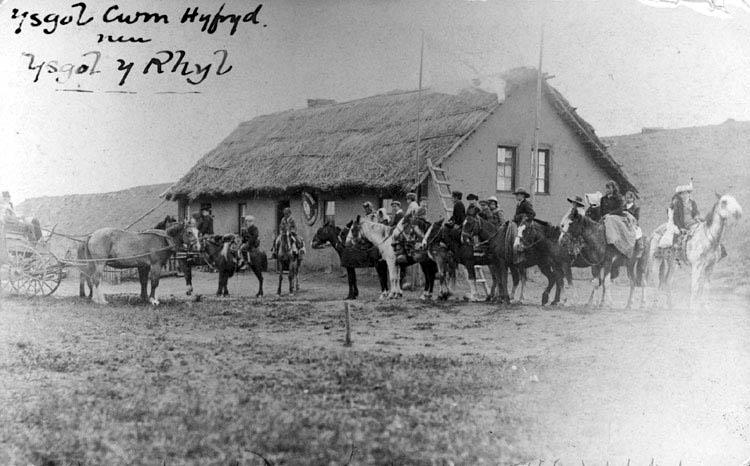
Edificio original de la escuela nacional 18 luciendo el escudo nacional de chapa y la bandera de Argentina.

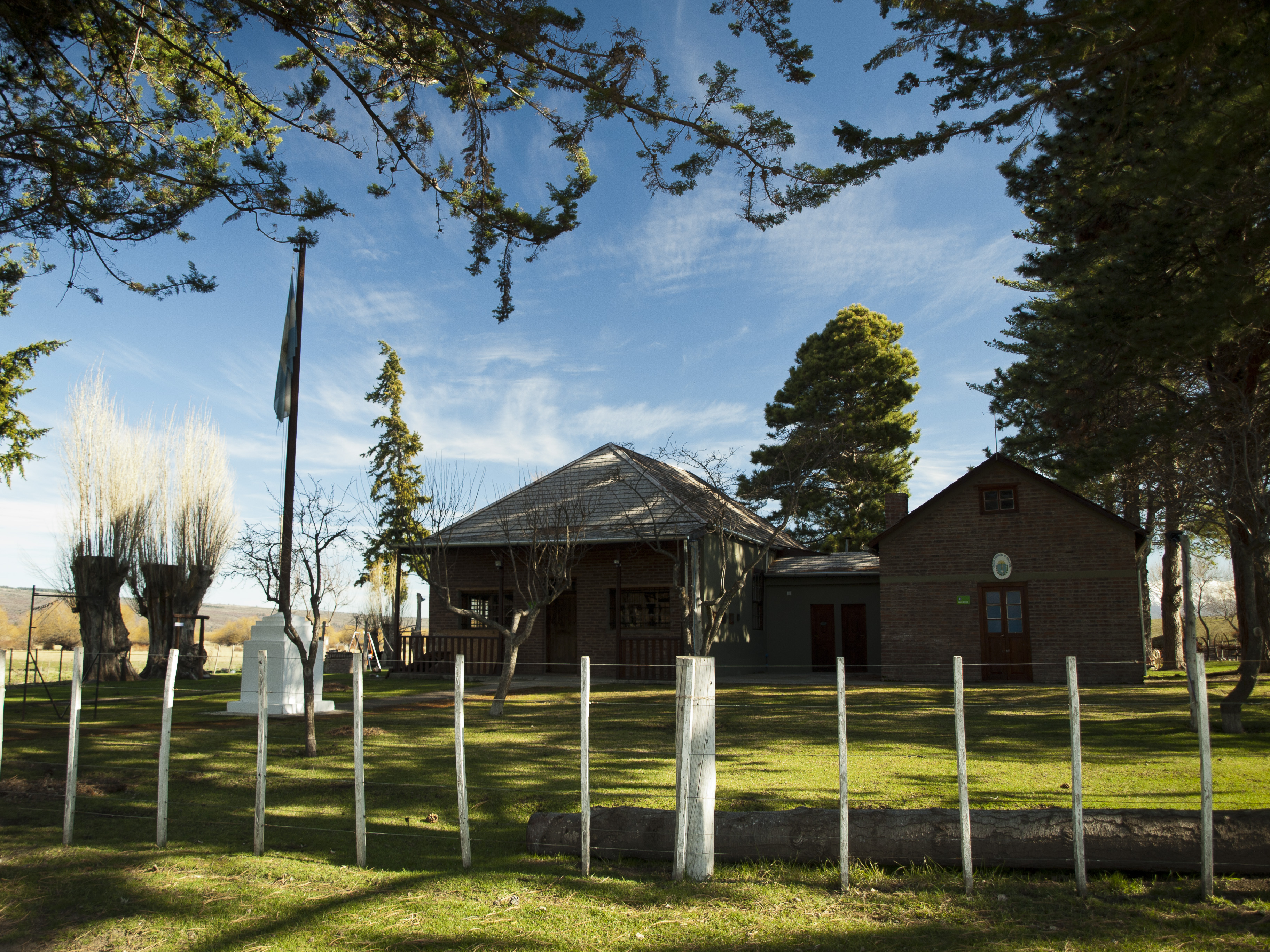
Edificio actual de la escuela 18.

El plebiscito del Valle 16 de Octubre se realizó el 29 de abril de 1902 en dicho valle de la actual provincia del Chubut, Argentina. Allí habitaban colonos galeses en tierras disputadas entre Argentina y Chile. En ese año, se llevó a cabo un laudo limítrofe entre los dos países arbitrado por el Reino Unido. El hombre designado para hacer el trabajo era el representante británico sir Thomas Holdich, quien decidió llevar a cabo una votación para resolver la cuestión que resultó favorable a la posición argentina.

## Antecedentes
Tras la expedición de los Rifleros del Chubut de 1885-1886, en los años siguientes se puebla el valle 16 de Octubre, en tierras asignadas a Chile por la divisoria de aguas (el valle pertenece a la cuenca del río Futaleufú que desemboca en el Océano Pacífico).
A orillas del río Corintos, comienza a instalarse el primer asentamiento de la zona denominada Villa Repentina. En 1894, se instalan una capilla y una escuela, que se oficializa al año siguiente. En 1897 apareció una disputa de límites entre Argentina y Chile. El tratado de 1881 establecía como límite las cumbres divisorias de aguas; pero había una zona en la que las altas cumbres están en un lado y la divisoria de aguas, en otro.
Hacia finales de los años 1800, por la gran cantidad de elogios a la zona poblada, el gobierno chileno cuestionó los derechos argentinos de posesión en el valle y las regiones cercanas.
En 1895 se realizó un censo que arrojó los datos de 944 habitantes y 85 casas construidas. En el total de la población había unos 500 indígenas (tehuelches y mapuches) y chilenos que llegaban, estaban temporalmente y se marchaban. Muchos de los colonos galeses tenían vivienda en la colonia y también en el valle inferior del río Chubut, y pasaban un tiempo en cada lugar. Cerca de un centenar de personas vivía de manera permanente en la zona siendo casi todas galesas.

## Desarrollo

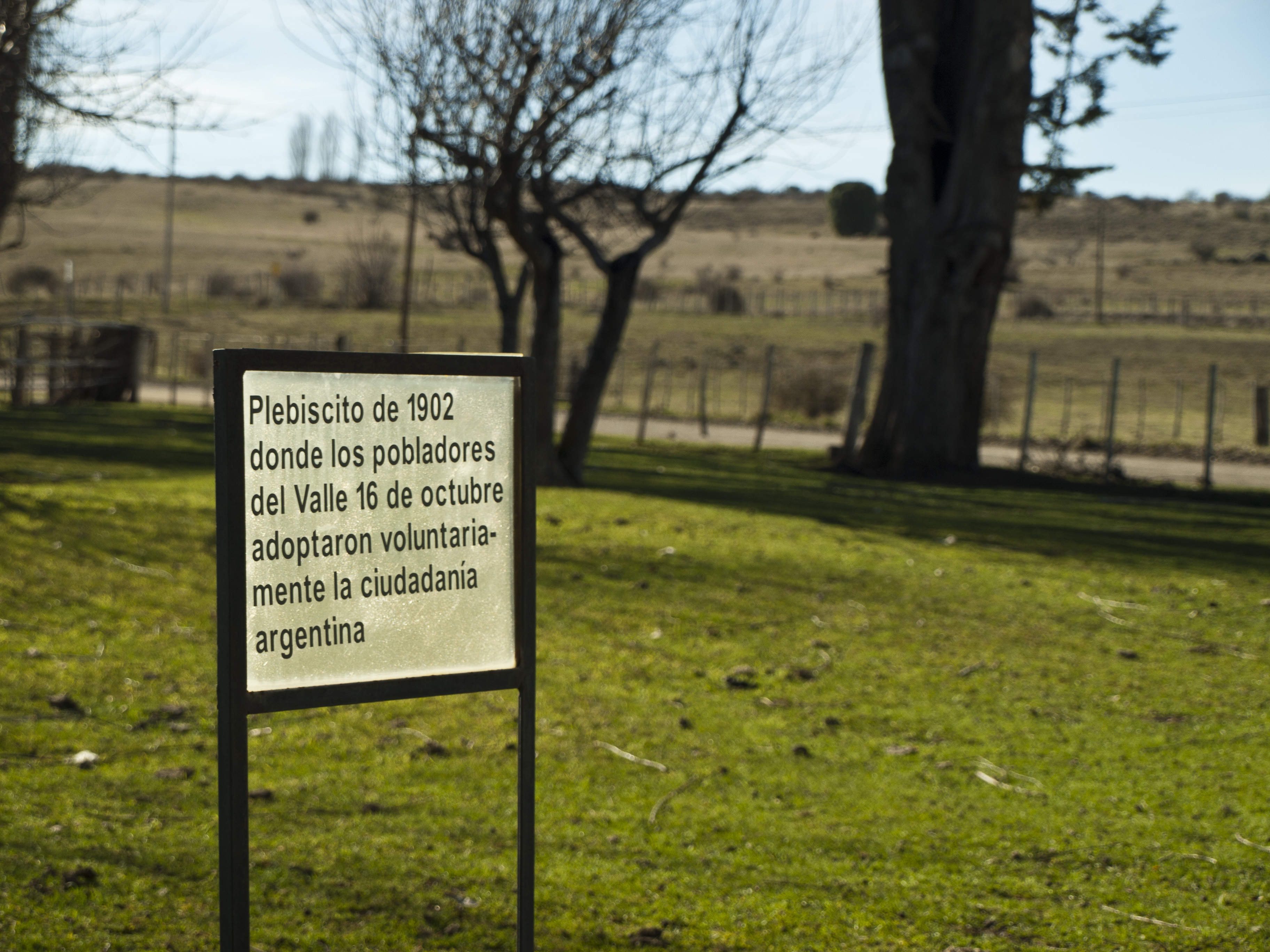
Cartel recordatorio.

Para realizar el laudo limítrofe se creó una Comisión nombrada por el rey Eduardo VII del Reino Unido, cuyos representantes fueron Diego Barros Arana (de Chile), Sir Thomas Holdich (del Reino Unido) y Francisco Pascasio Moreno (de Argentina). También estuvo presente Carlos María Moyano. A pedido de las partes, según acta del 28 de mayo de 1902, la comisión estaba también integrada por Holdich y los ayudantes capitanes Dickson, Robertson y Crosthwait. Al capitán Dickson se le adjudicó la sección desde el lago Nahuel Huapi hasta el valle 16 de Octubre, siendo secundado por los argentinos Emilio E. Frey, C. Bulgarelli y E. Scot.
Chile reclamaba desde las sierras situadas al oeste de Leleque y Esquel, el abra de Esquel, el cerro Nahuel Pan, el cerro Thomas, el abra de Súnica, el cerro Tecka, el abra del lago Cronómetro, la serranía de Caquel y el cerro Cuche.
Los tres representantes llegaron al área del actual Trevelin para realizar las tareas de arbitraje. Holdich decidió llevar a cabo una votación entre los colonos galeses, pobladores tehuelches y pobladores chilenos para resolver la cuestión el 30 de abril de 1902. Pese a que Chile ofrecía una legua de tierra por familia, votaron a favor de permanecer en Argentina., la gran mayoría de los colonos optaron por permanecer bajo la bandera argentina, sobre todo porque no querían establecer un límite entre ellos y sus familias en el resto del Chubut. Además, ya existían en el lugar algunos servicios como comisaría, escuela, correo y puesto sanitario colocados por el gobierno argentino.
La votación fue llevada a cabo durante tres días en la Escuela Nacional N.º 18 de Río Corintos, creada en 1895, siendo la primera escuela nacional más austral de la Argentina en su momento.
El 30 de abril se reunieron en la escuela unos 90 pobladores. El representante británico les preguntó si tenían preferencias por alguno de los dos países. Algunos de ellos respondieron: 

No es cuestión de preferencias, hemos venido a la Argentina bajo cuyo pabellón nos hemos amparado. Nuestras relaciones públicas son con la Argentina, nuestro comercio con la Argentina, y argentinos son nuestros hijos a quienes hemos inscripto en los registros civiles del país. Es cuestión de respeto a la bandera elegida, lealtad a la bandera de adopción y a la patria nativa para otros.

Según anécdota sobre el árbitro británico, alguien dijo en una comida «muy ricos estos patos» y Holdich les respondió «sí, son sabrosos los patos que se cazan en tierra argentina». Tras los laudos arbitrales, Holdich publicó un libro con mapas y fotografías de la región, y también con las impresiones obtenidas de los pobladores galeses del Chubut. Sobre el valle 16 de Octubre hace referencia a «la presencia de la gente de estirpe galesa que asumía y ostentaba con orgullo su destino argentino».
El plebiscito ayudó a la Argentina a conservar su soberanía en los valles 16 de Octubre, Nuevo (hoy El Bolsón y Lago Puelo) y Cholila, incluyendo también los actuales parque nacional Los Alerces y parque nacional Lanín. Solamente seis personas optaron por abandonar la colonia, trasladándose a tierras chilenas.
Luego de la votación, catalogada por los colonos como de «suma importancia», se realizó un acto emotivo y sencillo en el que el director de la escuela  Owen Williams leyó una poesía en idioma galés y se entonaron varios cantos.
Actualmente, cada 30 de abril, las comunidades de Trevelin y Esquel, las autoridades locales y provinciales, junto con la comunidad galesa, se reúnen en la antigua escuela recordando el evento. La escuela número 18 actualmente es un monumento histórico nacional y un museo visitado por turistas.
Con la ley provincial N° 85 de feriados provinciales, se estableció el 30 de abril como no laborable en Chubut:

Artículo 1°.- Decláranse días no laborables permanentes en todo el ámbito provincial los siguientes:

(...)

c) El día 30 de Abril, en homenaje a la decisión histórica de la Población que un mismo día pero del año 1902, se autoconvocó en la Escuela N° 18 de Río Corintos, decidiendo con su voto a favor, nuestros legítimos derechos de Soberanía sobre la pertenencia de tierras cordilleranas, dado que se enmarcaban en la fijación de los límites entre dos nacientes estados, Argentina y Chile, la “demarcación desde el Lago Lácar y la sección desde el Nahuel Huapi hasta la Colonia 16 de Octubre”.